# Albert Henry Vestal
Albert Henry Vestal (18 janvier 1875 - 1er avril 1932) est un avocat et un homme politique américain qui remplit huit mandats en tant que représentant républicain des États-Unis pour l'Indiana de 1917 à 1932.

## Jeunesse
Né dans une ferme près de Frankton, dans le comté de Madison, dans l'Indiana, le 18 janvier 1875, il fréquente les écoles publiques, travaille dans des aciéries et des usines et fréquente l'Indiana State Normal School, aujourd'hui l'université d'État de l'Indiana, à Terre Haute. Il enseigne pendant plusieurs années avant d'obtenir son diplôme de droit de l'université de Valparaiso (en) en 1896. Admis au barreau en 1896, Vestal commence à pratiquer le droit à Anderson, dans l'Indiana.

## Carrière
Il est élu procureur du cinquantième district judiciaire de 1900 à 1906. Il est candidat malheureux à l'investiture républicaine pour le Congrès en 1908 et candidat malheureux à l'élection en 1914 au soixante-quatrième Congrès. 
Il est finalement élu en tant que républicain au soixante-cinquième Congrès et aux sept Congrès suivants, du 4 mars 1917 jusqu'à sa mort. Il est président de la commission des monnaies, poids et mesures (du soixante-sixième au soixante-huitième Congrès), de la commission des brevets (du soixante-neuvième au soixante-et-onzième Congrès), du whip de la majorité (du soixante-huitième au soixant-e-onzième Congrès).

## Mort
Vestal meurt à Washington, D.C., le 1er avril 1932, et est enterré au cimetière East Maplewood à Anderson.